# 塞琴·米克洛什
尼古拉·塞克森·冯·泰梅林伯爵（匈牙利語：Szécsen Miklós，1857年11月26日—1926年5月18日），是奥匈帝国时期的匈牙利裔贵族、外交官。塞克森在1901年11月至1911年1月担任帝国驻圣座全权大使，1911年始任驻法国大使。1914年七月危机导致第一次世界大战爆发，随着法国与帝国断交他也因此返回了维也纳，并被任命为上议院议员。1918年奥匈帝国解体之后，塞克森伯爵举家迁居到匈牙利。